# C. H. Ostenfeld Nunatak
C. H. Ostenfeld Nunatak är en nunatak i Grönland (Kungariket Danmark). Den ligger i den östra delen av Grönland, 1 600 km nordost om huvudstaden Nuuk. Toppen på C. H. Ostenfeld Nunatak är 1 017 meter över havet.
Terrängen runt C. H. Ostenfeld Nunatak är huvudsakligen kuperad.  Trakten runt C. H. Ostenfeld Nunatak är nära nog obefolkad, med mindre än två invånare per kvadratkilometer. Det finns inga samhällen i närheten. Trakten runt C. H. Ostenfeld Nunatak är permanent täckt av is och snö.